# Kalwang
Kalwang là một đô thị thuộc huyện Leoben bang Steiermark, nước Áo. Đô thị Kalwang có diện tích 67,15 km², dân số thời điểm cuối năm 2008 là 1164 người.